# Roncus remesianensis
Roncus remesianensis är en spindeldjursart som beskrevs av Bozidar P.M. Curcic 1981. Roncus remesianensis ingår i släktet Roncus och familjen helplåtklokrypare. Inga underarter finns listade i Catalogue of Life.